# Zornitsa Marinova
Zornitsa Marinova (bulgariska: Зорница Маринова), född den 6 januari 1987 i Veliko Tarnovo, Bulgarien, är en bulgarisk före detta gymnast.
Hon tog OS-brons i rytmisk gymnastik för trupper i samband med de olympiska gymnastiktävlingarna 2004 i Aten.